# Service Request Management
Il  Service Request Management (termine inglese spesso abbreviato in SRM) o Servizio Gestione Richieste è una componente chiave di un catalogo di servizi che serve per la gestione di richieste.
SRM è il flusso di lavoro di base e dei processi che consentono un ufficio IT o a un gestore di richieste di rendere la richiesta affidabile, instradata, convalidata, monitorata e distribuita. SRM è il processo per la gestione di una richiesta di servizio attraverso il suo ciclo di vita dalla presentazione, attraverso la consegna e il follow-up.
SRM può essere manuale o automatico. In un sistema manuale, un utente chiama un help desk per richiedere un servizio (richiesta), il personale help desk crea un ticket di servizio che serve per instradare la richiesta del servizio. In un sistema automatizzato, l'utente invia una richiesta tramite un catalogo on-line del servizio, e il software applicativo instrada automaticamente la richiesta attraverso i processi opportuni per l'approvazione e l'erogazione dei servizi. Questi sistemi in genere consentono agli utenti di tenere traccia dello stato delle loro richieste di servizio e la gestione per monitorare i livelli di erogazione dei servizi e del controllo qualità.